# Tag des Schlafes
Der Tag des Schlafes ist eine im Jahr 2000 vom Verein Tag des Schlafes e.V. ins Leben gerufene Initiative, um auf die Bedeutung des Schlafes aufmerksam zu machen. Der Aktionstag findet in Deutschland jährlich am 21. Juni statt.
Die Initiative wurde 1999 gegründet, als den beiden Begründern „ein erhebliches Informationsdefizit in der Öffentlichkeit“ auffiel. So wurden verschiedene Sponsoren geworben (unter anderem Sanofi-Synthélabo) und der Aktionstag am 21. Juni des Jahres 2000 unter dem Motto „Gestörter Schlaf - Konsequenzen für die moderne Leistungsgesellschaft“ im alten Bundestag in Bonn der Öffentlichkeit vorgestellt. Seitdem fand der Aktionstag jährlich unter einem anderen Motto statt.
Die Deutsche Gesellschaft für Schlafforschung und Schlafmedizin veranstaltet am selben Datum ihren Aktionstag, 2021 zu Fragen rund um den Schlaf bei Lockdown oder nach einer Covid-19-Infektion; laut DGSM berichten 64 % der Deutschen, dass sich ihr Schlafverhalten unter Corona-Bedingungen verändert hat.

## Weltschlaftag
Der Weltschlaftag (der Freitag vor der Frühlings-Tagundnachtgleiche auf der Nordhalbkugel) ist eine jährliche Veranstaltung, die seit 2008 vom Weltschlaftag-Komitee der World Sleep Society, ehemals World Association of Sleep Medicine (WASM), organisiert wird. Ziel des Tages ist, die Vorteile von gutem und gesundem Schlaf zu feiern und die Gesellschaft auf die Belastung durch Schlafprobleme und ihre medizinischen, pädagogischen und sozialen Aspekte aufmerksam zu machen und die Prävention und Behandlung von Schlafstörungen zu fördern.

## Belege
1. 1 2  Tag des Schlafes: Historie. In: Offizielle Website des Vereins Tag des Schlafes e.V. Abgerufen am 20. Juni 2018.
2. ↑  Tag des Schlafes – Die Schlafforschung entdeckt den Tag. In: FAZ.net. 21. Juni 2002, abgerufen am 20. Juni 2018.
3. ↑  Alljährlich wiederkehrende Gedenk- und Aktionstage, S. 16. In: Bundestag.de. Abgerufen am 20. Juni 2018 (PDF; 158 kB).
4. ↑  Drei wichtige Fragen zum Tag des Schlafes. In: Medizin-Aspekte.de. Abgerufen am 20. Juni 2018.
5. ↑  Aktionstag 2021. Archiviert vom Original (nicht mehr online verfügbar) am 18. Juni 2021; abgerufen am 16. Juni 2021.  Info: Der Archivlink wurde automatisch eingesetzt und noch nicht geprüft. Bitte prüfe Original- und Archivlink gemäß Anleitung und entferne dann diesen Hinweis.
6. ↑  World Sleep Day March 15, 2024. 16. September 2015, abgerufen am 15. März 2024 (amerikanisches Englisch).